# Петър Хаджипеев
Петър Тодоров (Теодоров) Хаджипеев е български учен и просветен деец от Панагюрище.
Баща му Тодор Пеев е изгорен жив в църквата „Свети Тодор Тирон“ на 30 април 1876 година от турците. Хаджипеев, учи в Москва заедно с Марин Дринов и Нешо Бончев, а по-късно е водач на българското землячество в Одеса. Впоследствие става професор по математика в Московския университет. Първата му жена е от знатен калоферски род, като притежават магазин за сибирски кожи в центъра на Москва. По-късно магазинът изгаря, а малко след това умира жена му. Петър Хаджипеев работи дълги години в Москва, получава лична дворянска титла и орден „Света Ана“. Участва като преводач в Руско-турската освободителна война. Вече на възраст, се прибира в родния си град Панагюрище и е назначен за главен учител. Става директор на четирикласното училище в Панагюрище. Жени за повторно за една от дъщерите на Иван Тутев, в чиято къща на 20 април 1876 година е обявено въстанието в Панагюрище.